# Porci fatemplom
A porci fatemplom műemlékké nyilvánított épület Romániában, Szilágy megyében. A romániai műemlékek jegyzékében az SJ-II-m-B-05098 sorszámon szerepel.